# 2015-ös milánói világkiállítás
Az EXPO 2015 világkiállítást 2015. május 1. – október 31. között, Milánóban rendezték, a „Nutrire il pianeta, energia per la vita” olasz, illetve „Feeding the Planet, Energy for Life” angol nyelvű mottó köré szervezve (a mottó jelentése magyarul: táplálni a világot, energiát adni az életnek). Ez a második milánói világkiállítás; az elsőre 1906-ban került sor.
Milánó a rendezés jogát 2008-ban a törökországi İzmirrel szemben nyerte el.

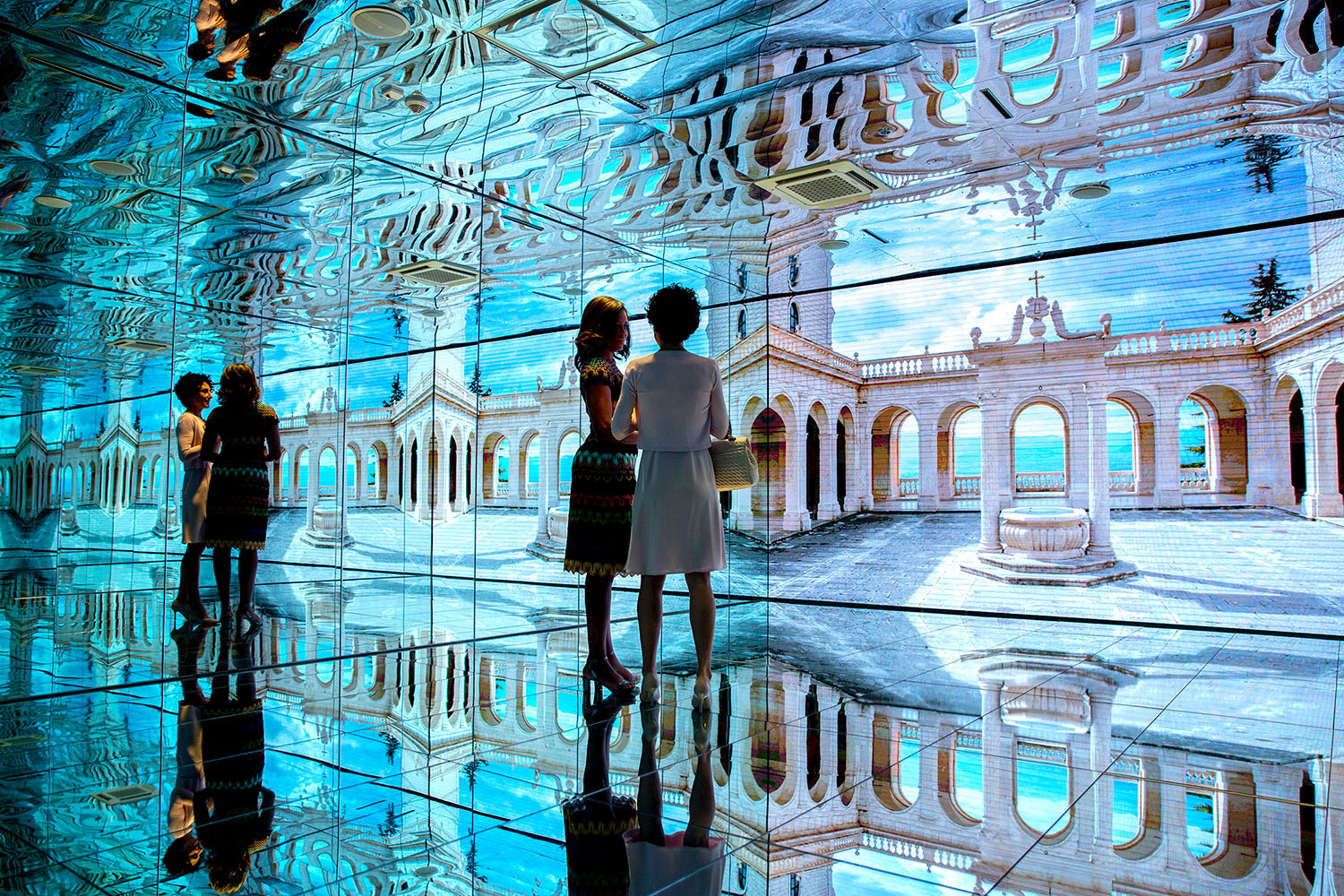
Az olasz pavilon tükörterme

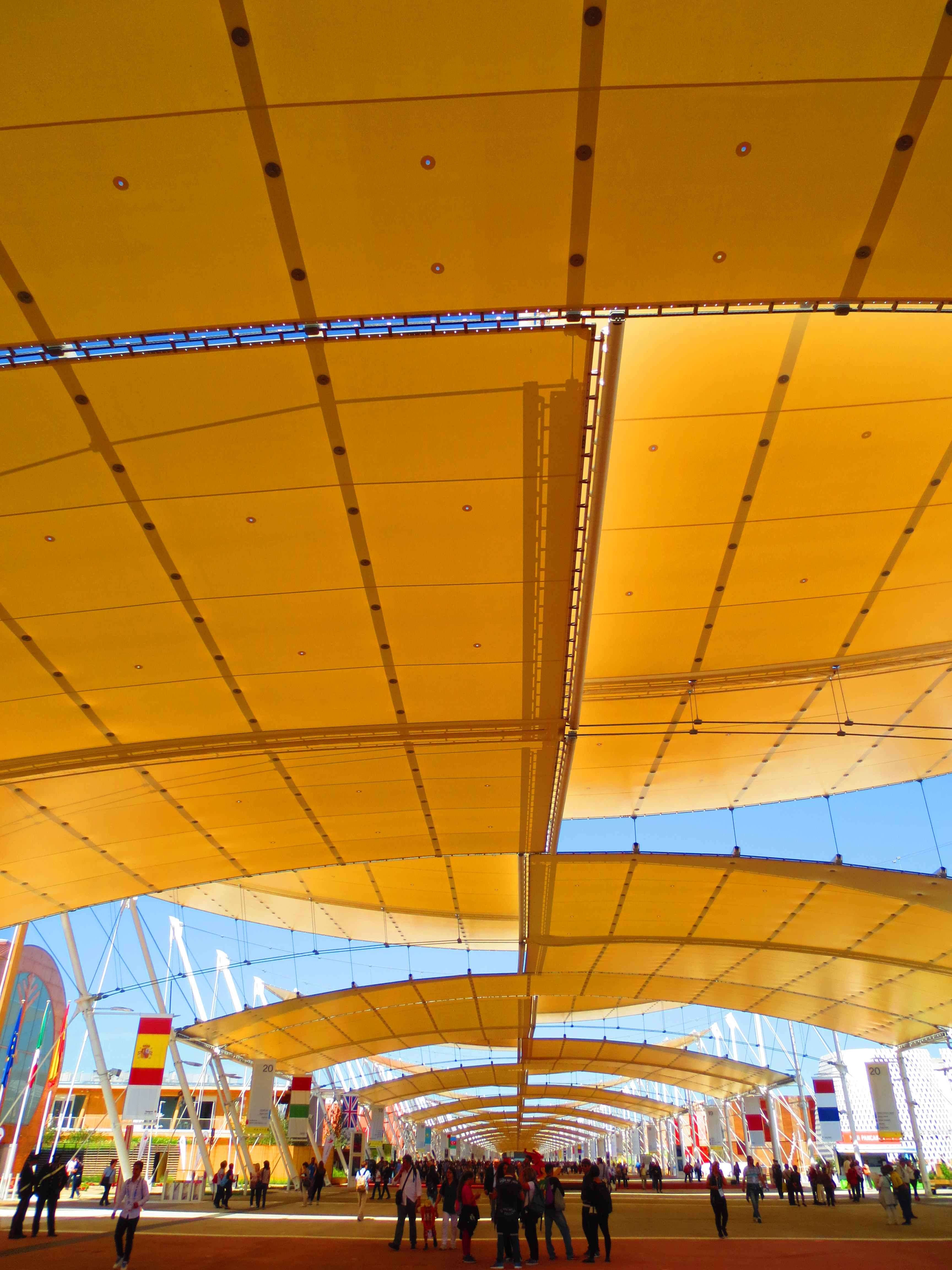
Az Expo "főutcája" (Decumano)

## Részt vevő országok
A részt vevő országok listája:
| - Afganisztán - Albánia - Algéria - Amerikai Egyesült Államok - Angola - Argentína - Ausztria - Azerbajdzsán - Bahrein - Banglades - Belgium - Benin - Bissau-Guinea - Bolívia - Bosznia-Hercegovina - Brazília - Brunei - Burundi - Chile - Comore-szigetek - Csehország - Dél-Korea - Dzsibuti - Dominikai Közösség - Dominikai Köztársaság - Ecuador - Egyenlítői-Guinea - Egyesült Arab Emírségek - Egyiptom - Elefántcsontpart - Salvador - Eritrea - Észak-Korea - Észtország - Etiópia - Fehéroroszország - Franciaország - Gabon - Gambia - Ghána - Görögország - Grenada | - Grúzia - Guatemala - Guinea - Haiti - Hollandia - Honduras - Horvátország - Indonézia - Irán - Izland - Izrael - Írország - Japán - Jemen - Jordánia - Kambodzsa - Kamerun - Katar - Kazahsztán - Kirgizisztán - Kína - Kelet-Timor - Kenya - Kolumbia - Kongói Demokratikus Köztársaság - Kongói Köztársaság - Közép-afrikai Köztársaság - Kuba - Kuvait - Laosz - Lengyelország - Libanon - Litvánia - Madagaszkár - Magyarország - Malajzia - Maldív-szigetek - Mali - Málta - Marokkó - Mauritánia - Mexikó | - Mianmar - Moldova - Monaco - Montenegró - Mozambik - Egyesült Királyság - Németország - Nepál - Olaszország (rendező) - Omán - Oroszország - Palesztina - Románia - Ruanda - San Marino - São Tomé és Príncipe - Sierra Leone - Spanyolország - Srí Lanka - Svájc - Szenegál - Szerbia - Szlovákia - Szlovénia - Szomália - Tanzánia - Thaiföld - Togo - Törökország - Tunézia - Türkmenisztán - Uganda - Uruguay - Üzbegisztán - Vanuatu - Vatikán - Venezuela - Vietnám - Zambia - Zimbabwe - Zöld-foki Köztársaság |

## Magyar vonatkozások

### Koncepció és programok
A magyar pavilon jelmondata: „From the Purest Sources” (a. m. a legtisztább forrás(ok)ból).
A magyar részvétel központi koncepciója „az egészséges élelmiszer és életmód kölcsönhatása, a magas minőségű fizikai és szellemi táplálék elválaszthatatlan szimbiózisa”; a biológiai sokféleség fenntartása mellett a jó ételekre, egészséges életmódra és az élelmiszerbiztonságra alapult. A magyar jelenlét három fő téma köré szerveződött: az egészséges hagyományok, a vizek országa és a jövő öröksége. 
A kiállítás ideje alatt minden hónapnak speciális tematikát határoztak meg: május az „egészséges hagyományok”, június a víz, július az örökségvédelem, augusztus és szeptember a magyar teljesítmények, október pedig a magyar–olasz kapcsolatok hónapja volt. 
A pavilon programsorozatát konferenciák, mezőgazdasági, innovációs és élelmiszer-bemutatók, táncelőadások és táncházak, koncertek, művészeti kiállítások, népművészeti bemutatók és egyéb programok alkották. A pavilonban bemutatták az újonnan kifejlesztett Bogányi-zongora második prototípusát. A helyszínen magyar termékeket és ételeket is kóstolhattak a látogatók. Bemutatták a hazai természetes, ásvány- és termálvizeket, a hungarikumokat, Magyarország GMO-mentességét és a magyar élelmiszertermékek eredetének nyomonkövetésére szolgáló informatikai rendszer erényeit.
A magyar pavilon 3 szinten, 1910 m2 alapterületen várta a látogatókat, az expo területének egyik frekventált helyszínén. A pavilonban 2015. május 1-jén, az expo központi megnyitójától kezdve elindultak a programok, de a hivatalos megnyitót csak 2015. június 5-én tartották.

### Pavilon
A világkiállítás magyar pavilonjának tervezésére Szőcs Géza, a miniszterelnök főtanácsadója, a világkiállításért felelős kormánybiztos írt ki ötletpályázatot, amire több mint 40 látványterv érkezett. A szakmai zsűri által kiválasztott legjobb pályaművekre a közönség is szavazhatott az interneten. 2014 januárjában végül a zsűri a „A Malom” fantázianevű tervet (Getto Tamás és dr. Hutter Ákos munkáját) nevezte meg győztesként, a második díjjal az „Alakor” jeligéjű pályázatot jutalmazták. Az „Alakor” koncepció készítői Sárkány Sándor képzőművész, Ertsey Attila építész és Herczeg Ágnes kert- és tájépítész voltak.
Az eredmény ellenére 2014 nyarán a zsűri elnöke, Szőcs Géza egy személyben úgy döntött, hogy a második helyezett terv alapján építik meg a magyar pavilont Milánóban. Később a döntést azzal indokolta, hogy a nyertes terv a gyakorlatban nem megvalósítható, többek között a rendelkezésre álló idő rövidsége miatt. A döntés és az eljárás széles körű tiltakozást váltott ki szakmai körökben, a tervtől az építészkamara is elhatárolodótt.

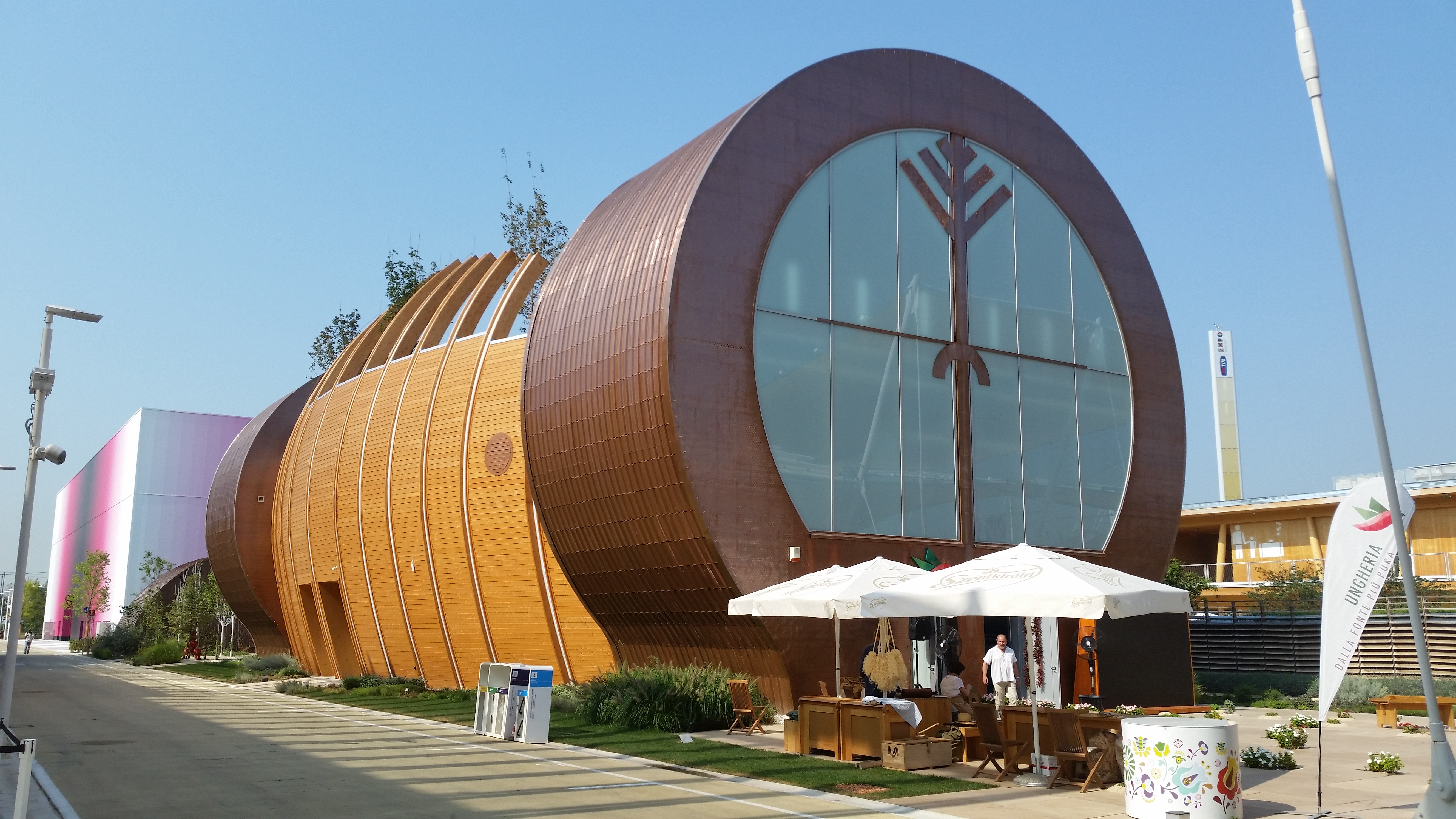
Magyar pavilon a milánói világkiállításon

A pavilon kialakításával különböző magyar kulturális szimbólumokat, a mezőgazdasági-tájművelési örökség elemeit és a természeti értékeket kívánta megjeleníteni, természetes anyagok felhasználásával, környezetbarát módon. A tervezés egyik alapelve volt, hogy az épület a kiállítást követően szétszerelhető és újrahasznosítható legyen. A pavilon három részre tagolódott, két álló és köztük egy fekvő sámándob alakú részből állt, a középső részen tetőterasszal, az álló dobokon életfa motívummal. Formája miatt a köztudatba is „Sámándob”-ként került be a terv, illetve az épület. Hivatalos megnevezése Milánóban „Életkert” volt.
A pavilon végül a korábbi tervekhez képest módosított formában, csökkentett tartalommal valósult meg a világkiállítás helyszínén, a becslések szerint 2,3 milliárd forintból. Visszaélésgyanús kifizetések miatt ellenzéki pártok feljelentést tettek hűtlen kezelés miatt. A fél évig tartó expót követően a kormány a pavilon Magyarországra szállításáról és Karcagon történő újbóli felállításáról döntött. Azonban a magyar fél és az olasz építőcég közötti pénzügyi viták miatt az is felmerült, hogy az építmény Olaszországban marad; végül a tényleges bontásra és hazaszállításra csak 2 évvel a kiállítás után került sor.  Sárkány Sándor szerint az épület fából készült részei időközben teljesen tönkrementek.
A szerkezet hazahozott részeit egy karcagi telephelyen tárolták több éven keresztül, mivel forráshiány miatt az építkezés sokáig nem tudott elindulni. Az újjáépítésre közbeszerzést írtak ki, ami először eredménytelenül zárult a túl magas árajánlatok miatt. Később a kormány célzott pluszforrást biztosított a karcagi önkormányzatnak az építkezésre. A jelentős mértékben átalakított Sámándobot végül 2024. februárban adták át, Karcag Kincse Művészeti és Konferencia Központ néven. 
Az újjáépítés több mint 4 milliárd forintba került. A tervező Sárkány Sándor többször is a hatóságokhoz fordult, 2019-ben többek között hűtlen kezelés miatt tett feljelentést, 2023-ban az Integritás Hatóságtól kérte az ügy kivizsgálását. 

### Egyéb
2015. október 23-án Magyar Nappal ünnepelte az 1956-os magyar forradalmat az EXPO 2015.
Az expo zárása után a két legnépszerűbb kiállítást Budapesten is bemutatta az Országos Széchényi Könyvtár. Így a magyar közönségnek is alkalma volt megtekinteni a Bíró László feltaláló előtt tisztelgő, illetve a Harry Houdinit megidéző kiállításokat.

## Galéria

### Pavilonok

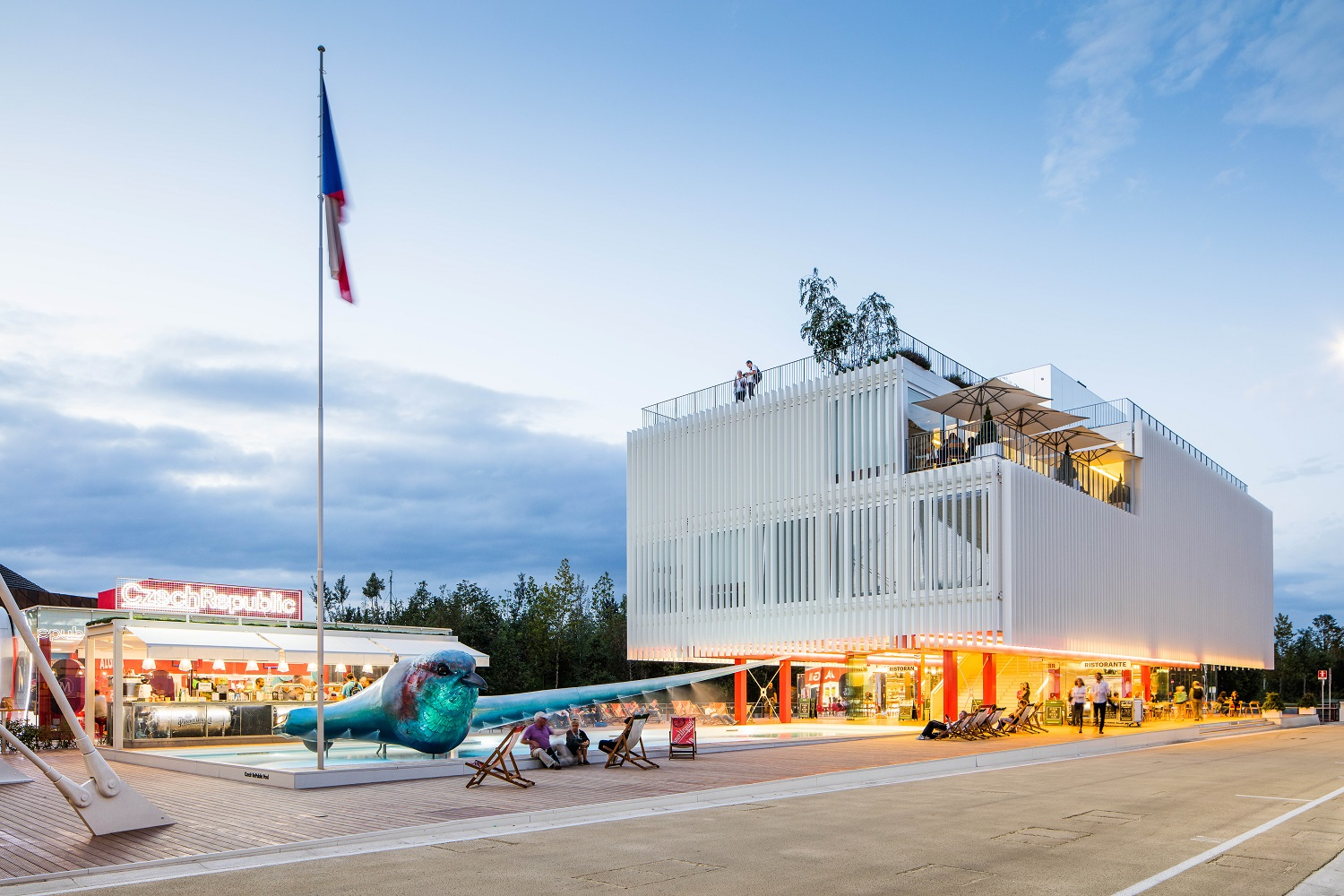
Csehország
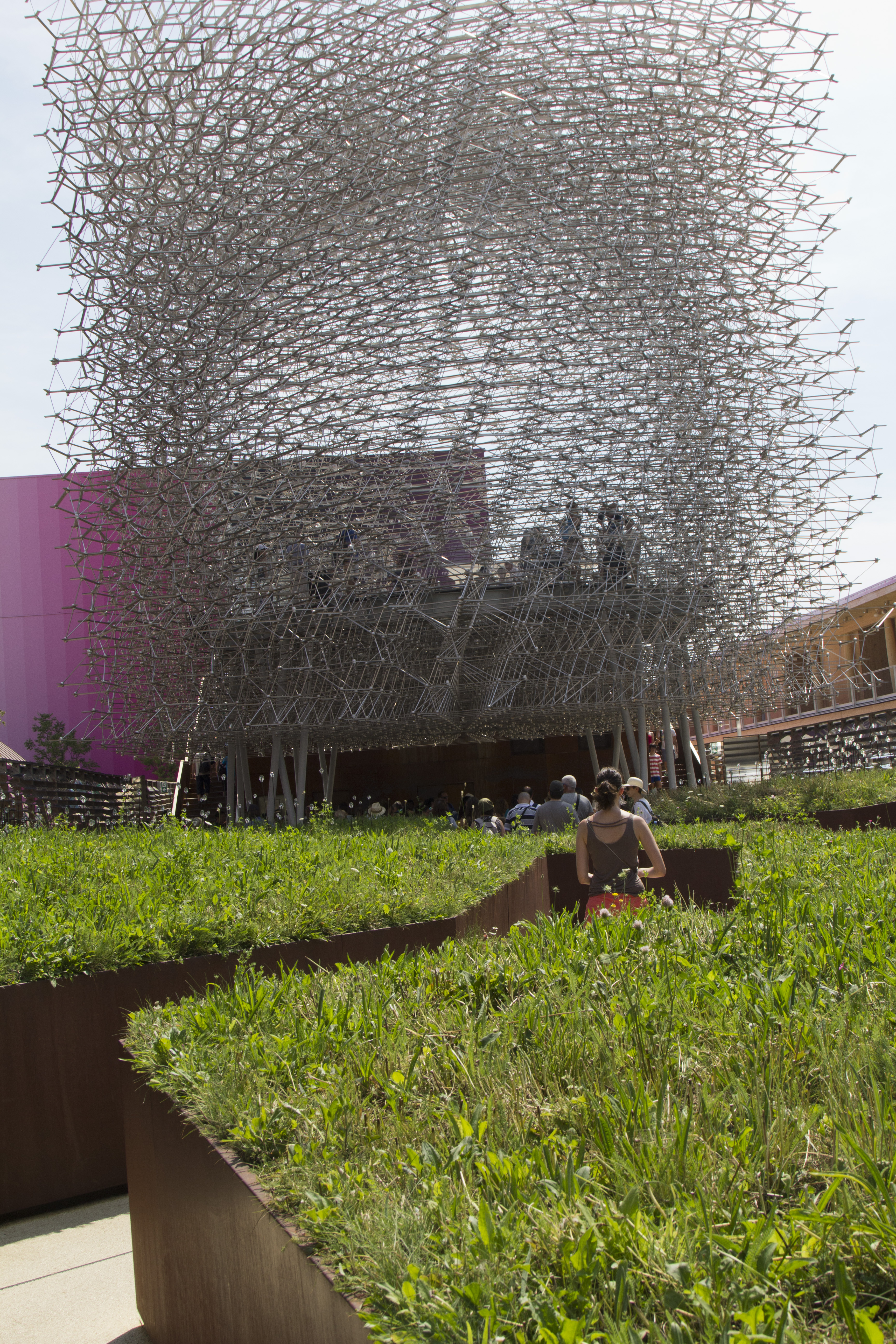
Egyesült Királyság - a világkiállítás legjobb pavilonjának megválasztott épület.
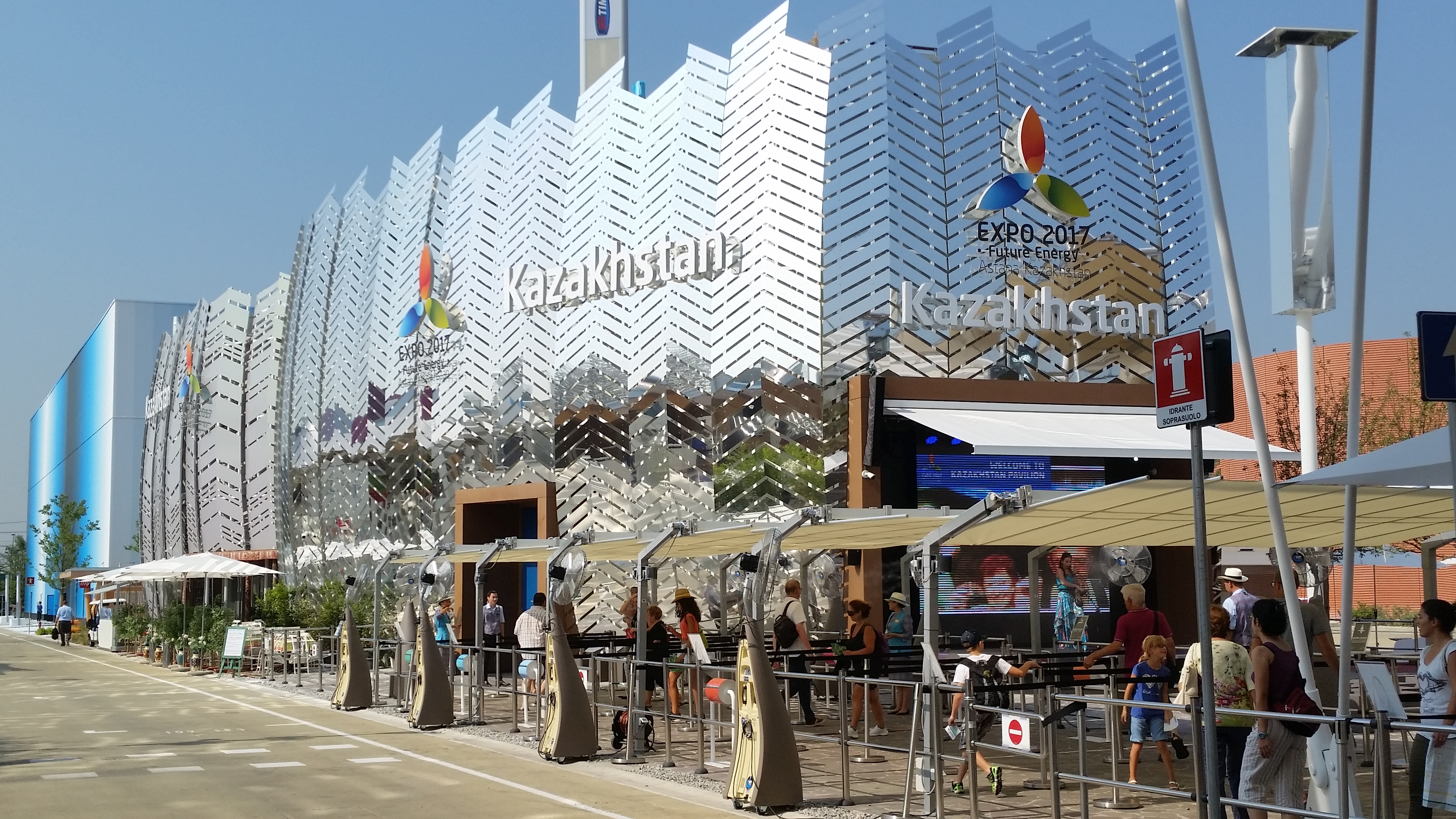
Kazahsztán
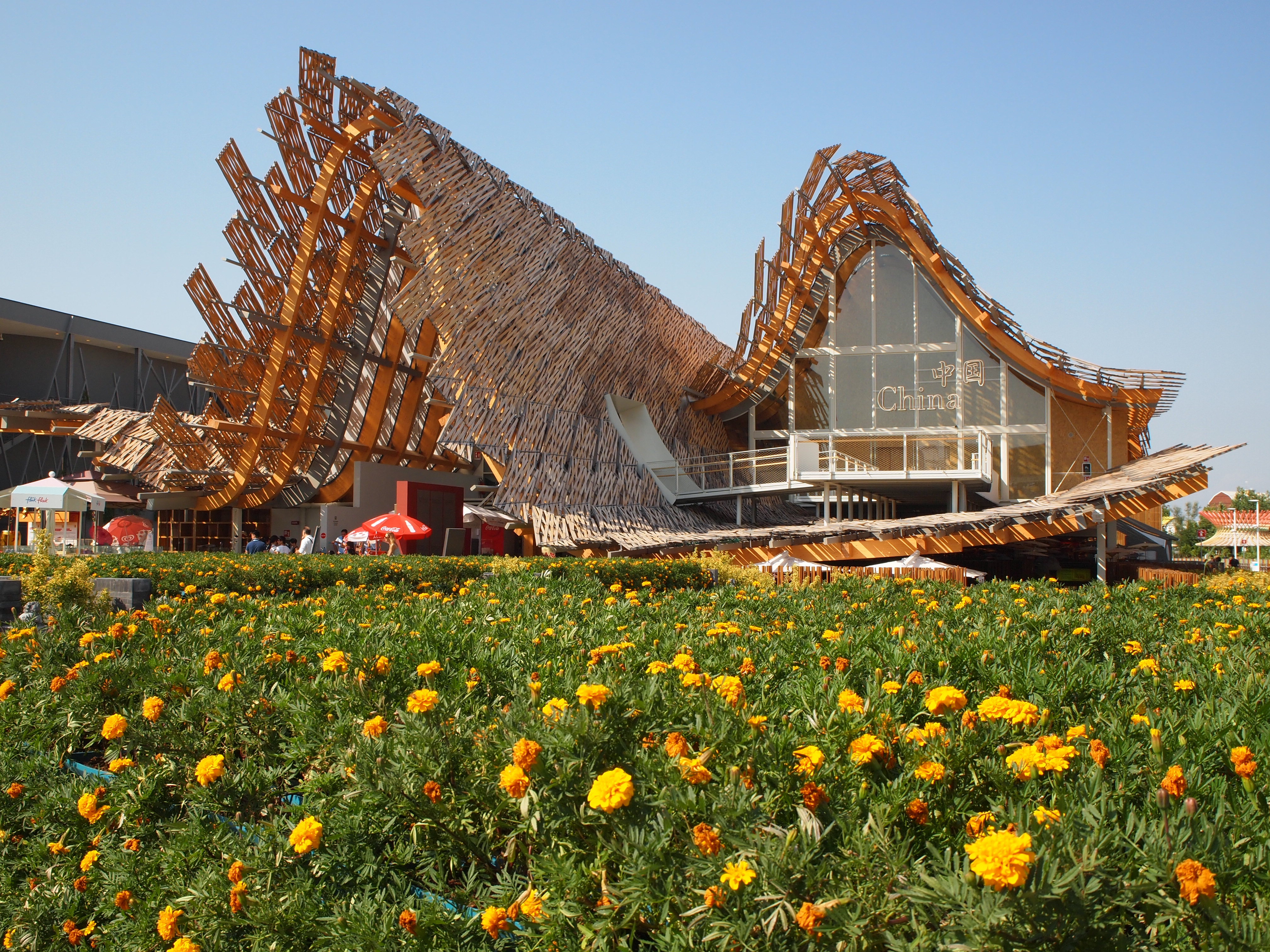
Kína
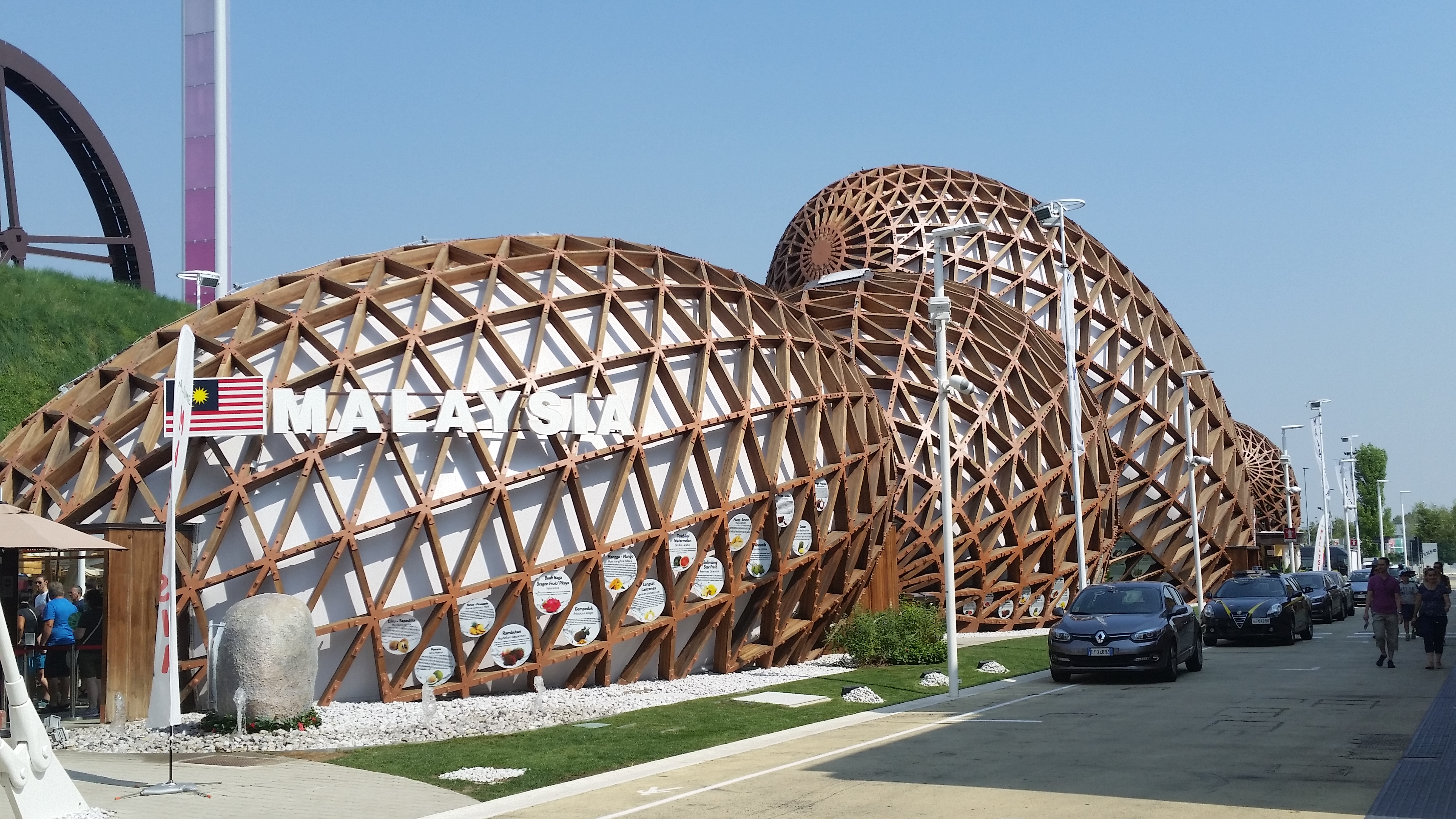
Malajzia
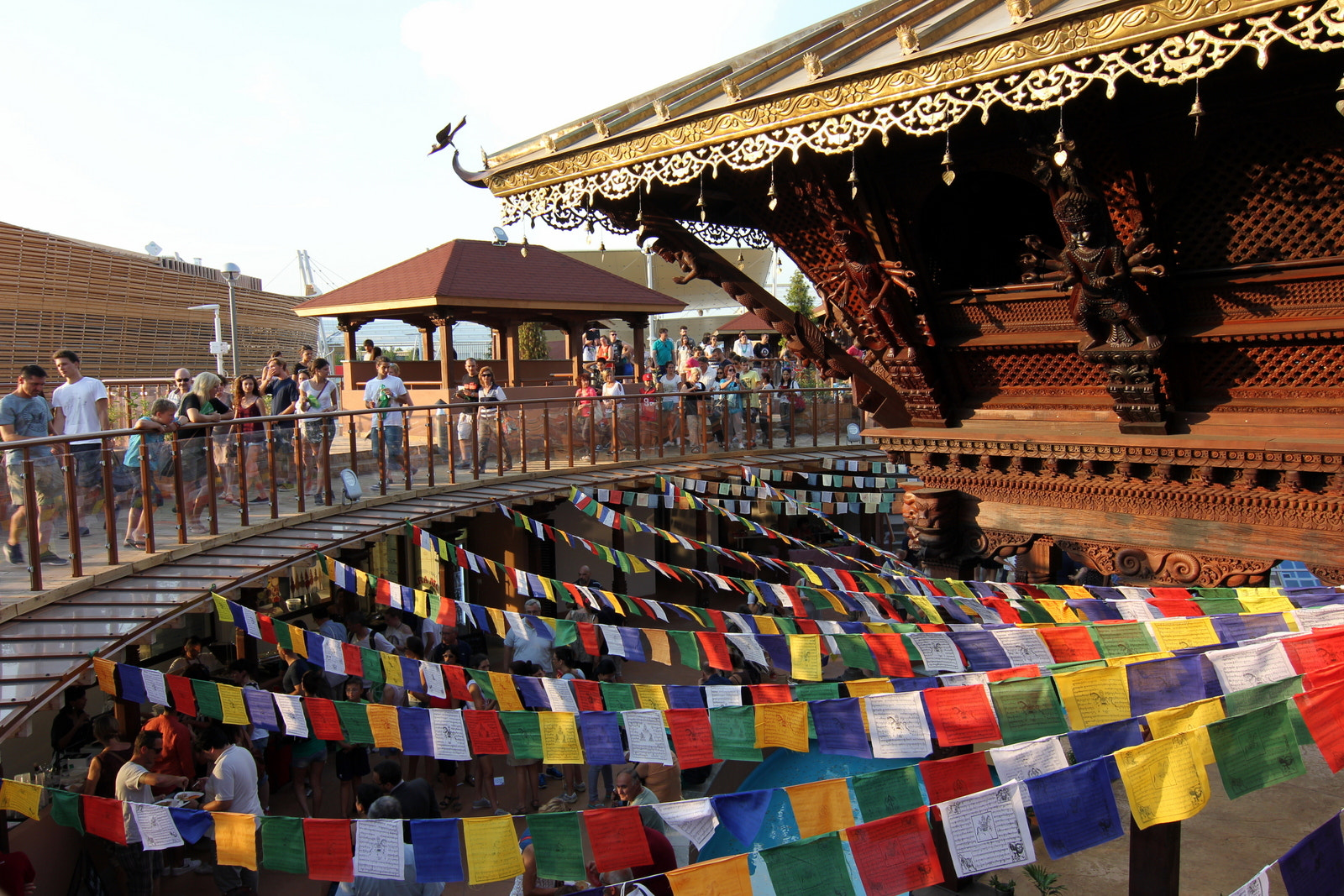
Nepál
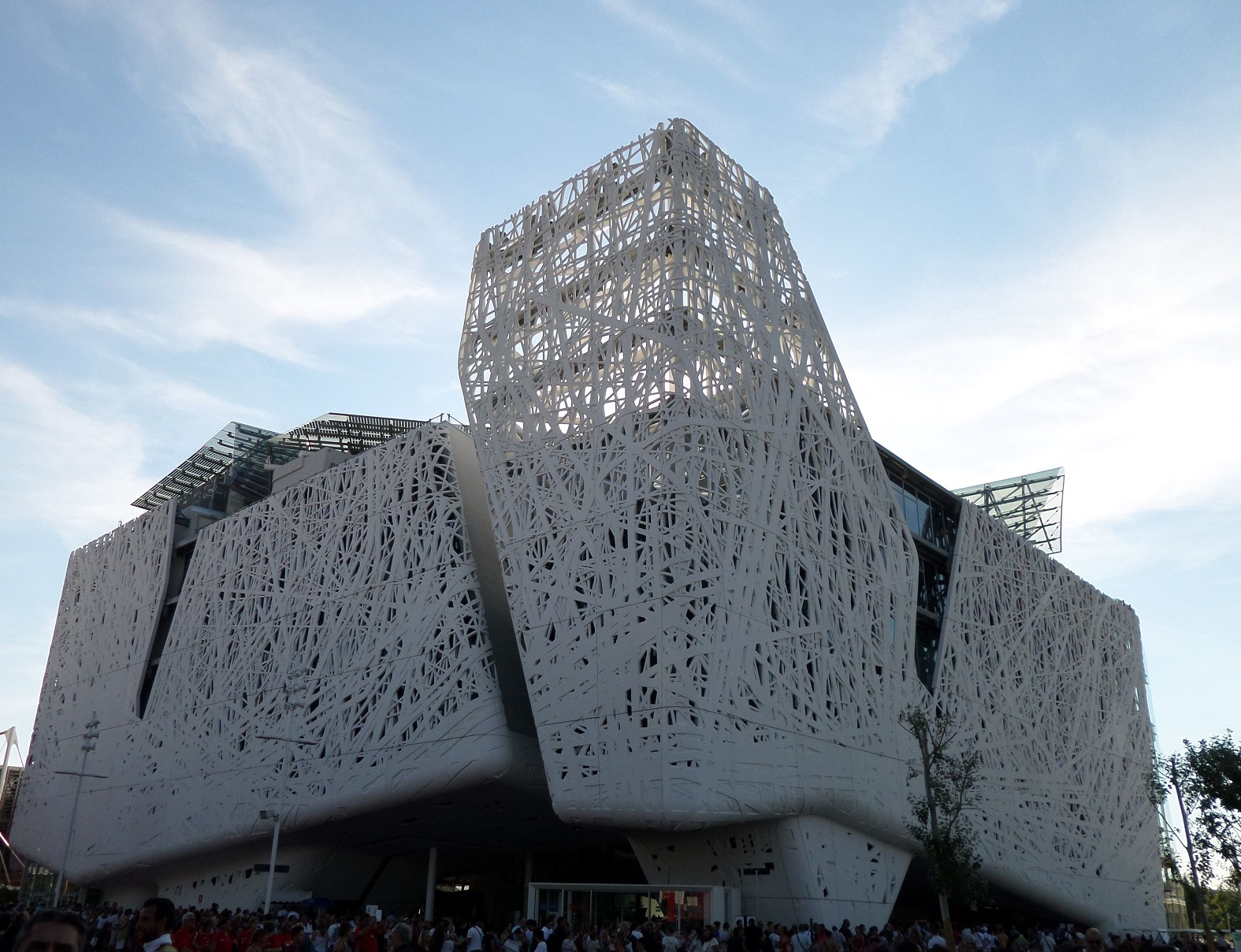
Olaszország
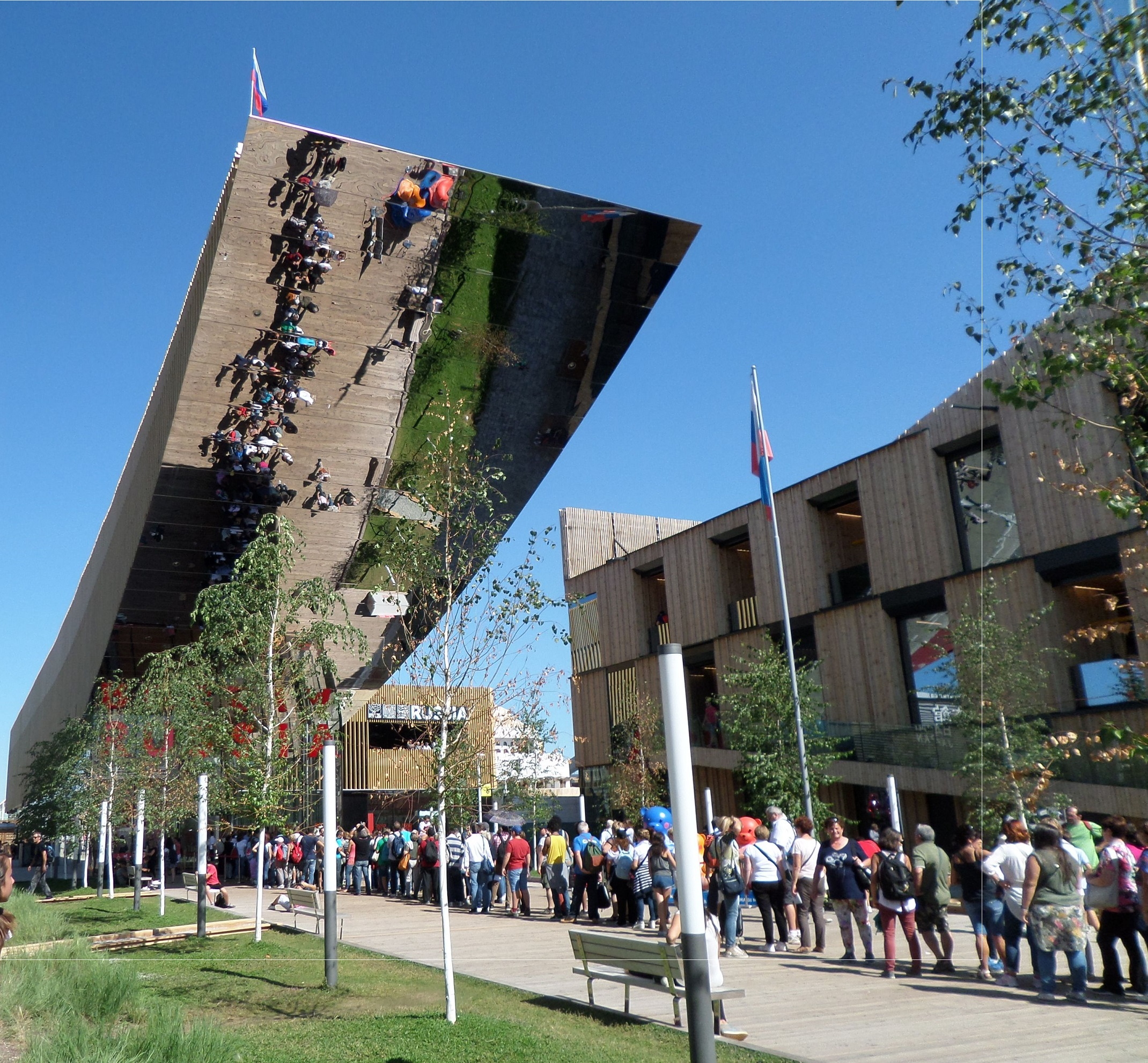
Oroszország
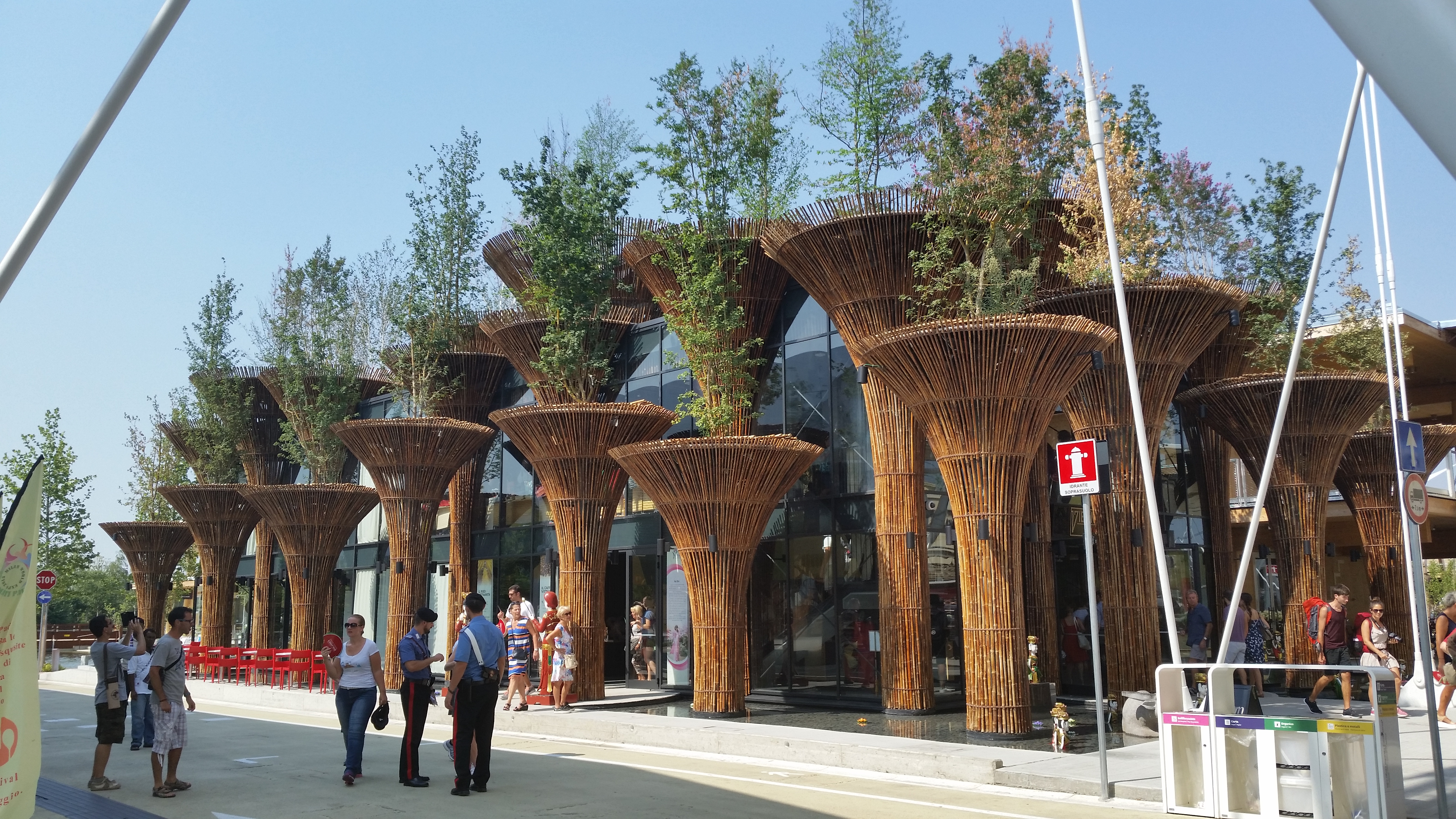
Vietnám